# Търново (Преспа)
Вижте пояснителната страница за други значения на Търново.
Търново (на гръцки: Αγκαθωτό, Анкатото, катаревуса: Αγκαθωτόν, Анкатотон, до 1927 година Τύρνοβο/ν, Тирново/н) е бивше село в Република Гърция на територията на днешния дем Преспа, област Западна Македония.

## География
Развалините на селото са разположени на югозападния бряг на Малкото Преспанско езеро в подножието на Сува гора.

## История

### В Османската империя
В XV век в Търновче, каза Гьоридже са отбелязани поименно 73 глави на домакинства. Селото се споменава в османски дефтер от 1530 година под името Търновеч с 53 семейства.
В XIX век Търново е чисто българското село в Битолска каза на Османската империя. Според статистиката на Васил Кънчов („Македония. Етнография и статистика“) в 1900 година в Търново живеят 100 жители българи християни.
На Етнографската карта на Битолския вилает на Картографския институт в София от 1901 година Търново е чисто българско село в Битолската каза на Битолския санджак с 12 къщи.
Всички българи християни в селото са под върховенството на Българската екзархия. По данни на секретаря на екзархията Димитър Мишев („La Macédoine et sa Population Chrétienne“) в 1905 година в Търново (Tirnovo) има 200 българи екзархисти.
На картата на Кондогонис е отбелязано като Тернова (Τέρνοβα) в Корчанска каза.

### В Гърция
През Балканската война в селото влизат гръцки части, а след Междусъюзническата война Търново попада в Гърция.
В 1912 и в 1928 година в селото живеят около 100 души.
На преброяването в 1913 година има 87 души (44 мъже и 43 жени). Отбелязано е като Тирново, Биглищко (Τύρνοβον Βιγλίστης) или Терва, Преспанско (Τέρβα Πρεσπών). На 21 декември 1918 година Терна или Тирново (Τέρνα ή Τύρνοβον) става част от община Ракицка.
Боривое Милоевич пише в 1921 година („Южна Македония“), че Търново (Трново) има 11 къщи славяни християни.
На преброяването в 1920 година Терновон, Леринско (Τέρνοβον Φλωρίνης) има 65 жители (34 мъже и 31 жени).
На 30 август 1927 година е прекръстено на Анкатотон (Αγκαθωτόν).
В селото са заселени гърци бежанци от Турция. На преброяването в 1928 година селото има 404 души (177 мъже и 227 жени), от които четирима мъже са бежанци, дошли след 1922 година. 396 са гръцки граждани и 8 чуждестранни.
При преброяването в 1940 година е село в община Граждено (Врондеро) и има 84 души (37 мъже и 47 жени).
Цялото население на Търново се изселва по време на Гражданската война (1946 - 1949) в Югославия и източноевропейските страни. Запазена е единствено църквата „Свети Георги“, която е от XIX век.
При преброяването в 1951 година селото е без жители.